# Bannock

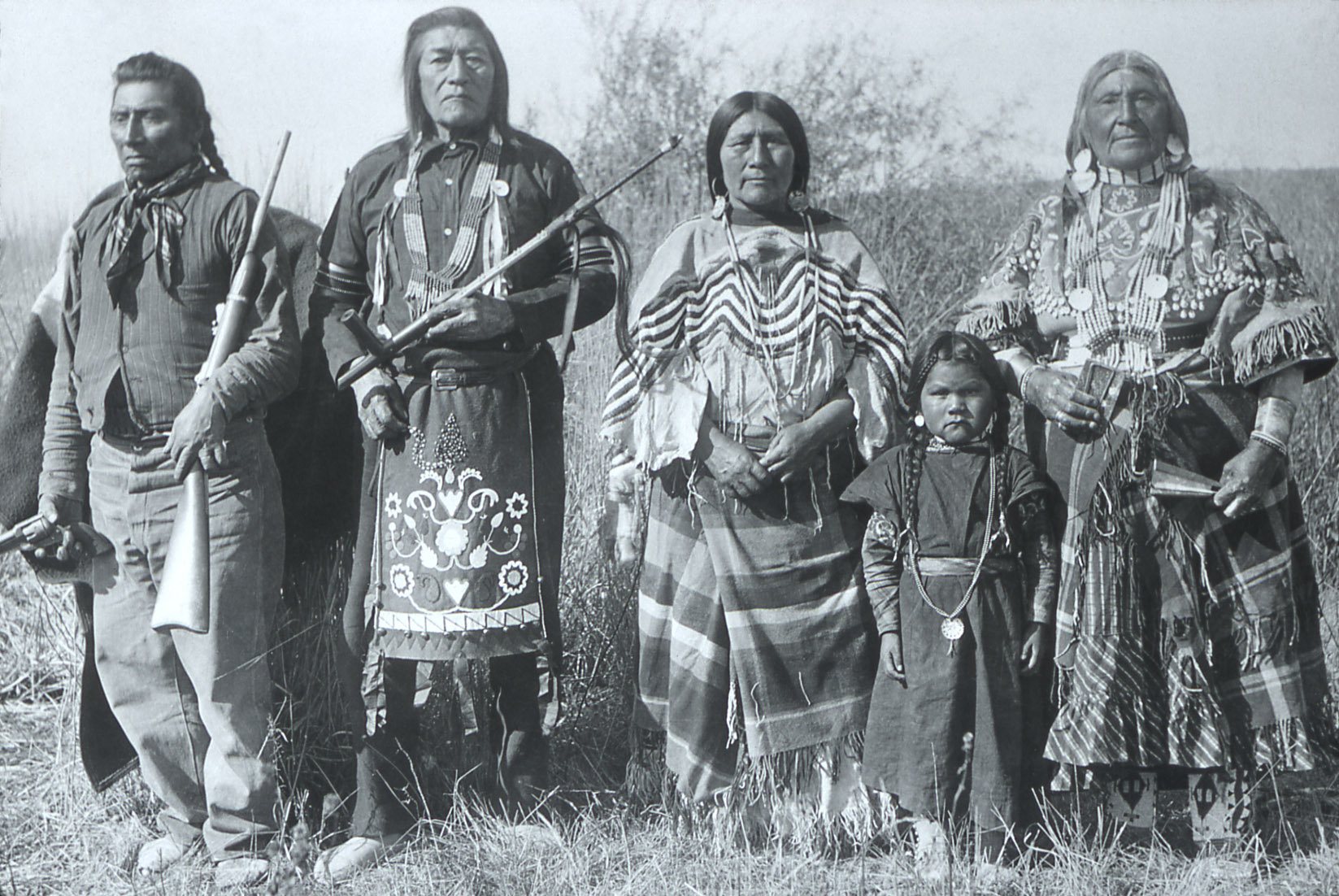
Indios bannock, Idaho.

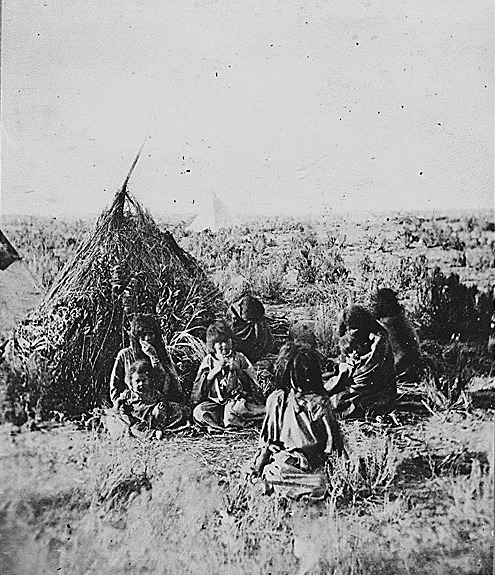
Indios bannock en una tienda en Idaho, 1872.

Los bannock son una tribu amerindia de habla uto-azteca, y estrechamente relacionados con los paiute y los shoshone. Su nombre proviene de panaílǐ, panaeti, o bien de banakwut.

## Localización
Realizaban una vida nómada por Idaho y Wyoming, en lo que es actualmente el sudeste de Oregón y el oeste de Idaho. Actualmente viven junto con los shoshone en la reserva de Fort Hall, (Idaho), de 544.000 acres, que ocupan conjuntamente.

## Demografía
No llegaron a pasar de los 2.000 individuos, aunque algunos afirman que eran 8.000 en 1829, quizás contándolos junto con los shoshone. En 1869 unos 600 fueron metidos en la reserva, pero este número se redujo a 422 en 1885. En 1900 había unos 5.133, pero por otro lado había muchos otros mezclados con los shoshone. En 1960 numeraban 337 en Idaho, y en la reserva de Fort Hall había 1700 shoshone y bannock en 1990. Según datos del censo de los Estados Unidos del año 2000, la tribu shoshone-bannock de Fort Hall tenía 4587 individuos, y 40 mezclados con otras tribus, además de 503 mezclados con otras razas y 5 con otras razas y otras tribus. En total, 5135 individuos. A la vez, hay 89 censados como bannock (38 puros, 5 mezclados con otras tribus, 42 con otras razas, 4 con otras razas y otras tribus).

## Costumbres
Estaban divididos en cinco grupos: los Kutshundika, o comedores de búfalos, los Penointikara, o comedores de miel, los Shohopanaiti o bannock del cotoner, los Yambadika o comedores de raíces y los Waradika o comedores de arroz. Como los shoshone de la llanura, su cultura se basa en el búfalo, el caballo y la vida seminómada. Realizaban migraciones anuales a las Cataratas Shoshone; así, pescaban salmones, recogían bayas y cazaban algo durante el invierno, y se iban a  cazar búfalos en verano a Yellowstone.
Las expediciones más alejadas de su capital para conseguir poder requerían un gran cooperación con los shoshones, con quienes vivían y junto quienes luchaban contra los Blackfoot, que controlaban los cazadores de Montana. Nunca fueron numerosos, pero siempre resultaron hostiles a los blancos.

## Historia
Cerca del año 1700 llegaron al sur de Idaho y se establecieron a lo largo del río Snake, se separaron de los paiute, de los cuales los separaban 200 kilómetros, viviendo con los shoshone, con quienes domaron caballos y cazaron búfalos en Colorado, Utah, Montana y Oregón, enfrentándose a las tribus locales.
En 1805 fueron visitados por Lewis y Clark, que ya los describieron como hostiles. A pesar de ello, Jim Bridger comerció con ellos en 1829, pero esto no evitó que atacasen a los mineros que iban camino de Oregón. Aun así, en 1868 firmaron junto con los shoshone el Tratado de Fort Dridger que les aseguraba el uso de las aguas del río Snake. En 1869 se creó la reserva de Fort Hall para 600 de los suyos, y se enviaron tropas federales con el fin de evitar revueltas. El hambre, la desesperación por la desaparición del búfalo y la insensibilidad de la política de los Estados Unidos les llevaron a la Guerra Bannock de 1878, iniciada con una revuelta donde murieron hombres blancos en Camas Prairie; el cabecilla bannock Búffalo Horn subleva a 200 indios en junio y derrotaron a una patrulla estadounidense, pero estos lograron matarle.
Las nuevas cabezas rebeldes fueron Paiute, Egan y el shoshone Oytes, se reorganizaron en la montaña Sleens, pero el 8 de julio fueron vencidos en Birch Creek. Egan intenta esconderse en la reserva Umatilla pero le dan muerte, y luego Oytes es capturado. El conflicto termina el 5 de septiembre con la matanza de 140 mujeres y niños en Charle's Ford (Wyoming) y el millar de supervivientes se rinden al general Howard. Un grupo logra escapar a Wyoming, pero son llevados a la reserva Windriver. Entonces se cerró la reserva Malheur y los allí residentes son enviados a Fort Hall, mientras que los paiute son trasladados a la reserva Yakima. En 1885 había tan sólo 422 individuos en Fort Hall. En 1869 había unos 600 que iban a ser enviados a la reserva, y en 1872 se les ceden 4856 km² (1,2 millones de acres), de los que finalmente sólo reciben la mitad. En 1990 se asegura a los indios de Fort Hall el derecho a usar el canal de agua del río Snake según el tratado que firmaron en 1868, y lo emplean para regar sus tierras y pastos.